# 狐狸米基塔
狐狸米基塔（烏克蘭語：Лис Микита）是一部2007年烏克蘭電視動畫，為烏克蘭獨立後製作的第一部電視動畫。該作品由烏克蘭詩人伊万·弗蘭科的諷刺詩故事改編而成，講述了狡猾聰明的狐狸米基塔的冒險經歷。

## 创作史
话诗《狐狸尼基塔》最初由西奥菲勒斯·科皮斯汀斯基(Theophilus Kopistinsky)于 1890 年出版并附有插图。该作品由12首歌曲组成，具有明显的讽刺特征[1]。
2003年，启动了一个试点项目，根据这个童话故事制作一部动画系列。官方客户是Prosvita协会；2005 年文化部的政府计划拨款 1000 万格里夫纳制作动画系列[2]。
该动画系列有 70 名动画师参与创作，总共创作了约 45 万幅图画。配音时，伊万·弗兰科的文字几乎没有变化，保留了原始的博伊科夫斯基方言。结果是 26 集 15 分钟的剧集[3]。
该动画系列的音乐由作曲家米罗斯拉夫·斯科里克创作。此外，配乐还使用了其他音乐家的作品——卡尔·韦伯歌剧《自由射手》中的合唱团，无词演唱皮卡第第三，伊万·波波维奇的歌曲（“当你发现家里无人时”） ,玛丽亚·沙莱克维奇  （乌克兰）俄语）（“一切都是 Pranemo Love”）、Mad Heads XL（“太阳还在那里，只要水还在流动，就有希望！”）、Gadyukin Brothers（“噢，潇洒”）、Okean Elzy（“你和I”), Vopli Vidoplyasova , Grinjola等人[4] [3]。
该动画系列于 2007 年 6 月 15 日在 Kinopalace 电影院进行首映。
该动画片于 2009 年在电视上播出[3]。
2017 年，该电视剧在电视公司Malyatko TV的官方 YouTube 频道上免费播放。

## 劇集
該系列包括 26 集，每集 15 分鐘：
1集《不滿足的狼》
第 2 集“小狗赫克托耳”
第 3 集“公雞”
第 4 集“熊”
第 5 集 - 甲板
第 6 集 - Purr 的貓
第 7 集 - Spizharnya（茶水間）
第 8 集 - 法庭
第 9 集 - 審判
第 10 集 - 雞舍
第11集-布爾米洛夫
第12話命運的諷刺
第 13 集 - 狼的麻煩
第 14 集 - 愛國者符文
第 15 集 - 小裁縫
第16話野兔
第17集-給國王的信
第 18 集山羊巴茲爾
第19集
第20集-來自天堂的聲音
第21集
第 22 集“Fruzy the Monkey”
第23話釣魚
第24集-井
第25話決鬥
第26話 陛下的宰相